# Español yucateco
El español yucateco es la modalidad del idioma español hablado y escrito en la península de Yucatán, al sureste de México, en los estados de Quintana Roo, Campeche y sobre todo en el estado de Yucatán.
Esta forma de hablar es fácilmente identificable como diferente, tanto a nivel léxico y fonológico como morfológico y sintáctico, de la que se usa en el resto de México. Esto se debe principalmente a la influencia notable de la lengua maya, que es hablada por cerca del 40 % de la población yucateca, sobre todo aquella que vive en las áreas rurales y en las poblaciones pequeñas.
Dice el filólogo Fernando Espejo Méndez respecto del habla de Yucatán:

En Yucatán se habla de una manera distinta. El habla de los yucatecos ha sido objeto de los más acuciosos estudios. Es una lengua propia, con características peculiares y con personalidad única. Es indudablemente, el resultado de la fuerza, de la terca permanencia del substrato indígena (...), la lengua maya, en un claro mestizaje con la castellana, ya de suyo afectada en su recorrido de conquista americana, de coloridas y transformadoras influencias ―caribismos, nahuatlismos― a más de una infinidad de términos olorosos a brea y a mar.

## Razones para un habla diferente
La variedad dialectal yucateca difiere de las otras variantes de español geográficamente adyacentes. Fonéticamente, es claramente diferenciable de los otros acentos del español de México. También existen diferencias significativas en vocabulario, respecto de las otras variedades de español emparentadas por la geografía o aun por los ascendientes étnicos.
La península de Yucatán, a donde llegó el español a principios del siglo XVI junto con los conquistadores que sometieron a los pobladores mayas de la región y los hicieron súbditos de la Corona española, ha sido una región relativamente aislada —al fin península (casi isla)— y tal aislamiento se mantuvo a lo largo de cuatro siglos hasta hace muy poco, setenta años a lo sumo, en que las vías de comunicación se desarrollan lo suficiente como para considerarse desvanecida la tradicional incomunicación.
Los obstáculos naturales, como los aluviones ístmicos en la zona del sur de Veracruz y de Tabasco, los pantanos de Centla —casi intransitables—, los grandes caudales que desembocan en el golfo de México y las selvas sureñas de Chiapas y El Petén, hicieron difícil la comunicación y el intercambio de todo tipo entre el altiplano mexicano y la península de Yucatán. Resultaba antaño, más fácil, para los yucatecos, la comunicación con la isla de Cuba o más recientemente, con la Luisiana o la Florida, que con el centro político de la nación mexicana. 
El aislamiento geográfico y la impronta del idioma maya como lengua de adstrato son dos factores que tienen parte en la conformación del español yucateco. El habla de Yucatán es en efecto un idioma en ciernes, al que faltó tiempo para consolidarse, como fue el caso con tantas otras lenguas que se dieron en la península ibérica, como el castellano, el gallego, el portugués, el catalán, para citar algunos ejemplos, que por efecto de los sustratos indígenas, transformaron el latín vulgar, en el curso de las centurias —por lo menos diez—, en las lenguas romances que en la actualidad son. Tiempo, aislamiento y sustratos lingüísticos fuertes, son la materia prima para que los idiomas se hibriden y engendren un nuevo código de comunicación capaz de transfundir cultura. Ese es el sello distintivo del español yucateco, para el que cuatrocientos años fueron insuficientes a fin de crear su propia patente. Se quedó en el camino.

## Particularidades del habla del yucateco
El "hablar yucateco" sustenta diferencias en morfología, en sintaxis, en el léxico y en la fonética. Está lleno de palabras mayas difícilmente sustituibles y de glotizaciones que hacen su fonética singular. Contiene consonantes implosivas no encontradas en el resto de México: (la k' (sonido de ka), t' (sonido de té) y p' (sonido de pe), y aspira la h (hache) que suena como J (jota). La X aparece por todos lados y suena como (sh). También se dispone de una m (eme) que suplanta toda n (N|ene) final: Yucatam 'Yucatán', tambiem 'también', pam 'pan', uniom 'Unión'. 
La s (ese) final tiende a suprimirse; el diptongo (-ia) suena como (-lla) como en policilla [polisiʝ̞a] en lugar de 'policía' y tilla, por 'tía'. Pero la LL en cambio, es transformada en el diptongo ia: amarío por 'amarillo'; membrío en lugar de 'membrillo'. Se tiende también a alargar las vocales, por citar algunos ejemplos.
Es notoria la predominancia del acento prosódico agudo en el hablar yucateco. Hay pocas palabras con acento grave y las esdrújulas prácticamente no existen. Está plagada la esta lengua regional de sonidos marcados por la X, como ya se apuntó, que se pronuncia "sh" —como la "che" francesa— y por la partícula DZ, que suena "ts". Todo esto da una entonación peculiar que ha permeado al español y transformado su acentuación.
El habla habitual de los yucatecos, sin importar su extracción social o su nivel cultural, se caracteriza también por emplear en lo cotidiano muchos vocablos de origen estrictamente maya que desconciertan al visitante. Es el caso de palabras como: anolar que significa 'disolver en la boca'; purux 'gordo'; tuch 'ombligo'; wixar [wiˈʃaɾ] 'orinar'; tauch 'zapote negro'; xik 'axila'; tirishtá 'diarrea'; xnipec 'cierta salsa picante de chile habanero'; sho '¡cállate!'; bobox 'rabadilla'; pec 'perro';  turix 'libélula' (pero así se apoda a los llamados Arturo); xix 'sobrante de algo'; xtup 'el menor de la familia'; chichí 'abuela'; tolok 'iguano'; chop 'persona o animal con un ojo'; xek 'un revoltijo'; malix 'carente de pedigree'; bacalear 'acariciar a la novia' (cachondear se dice en otros lugares) y decenas de otros que integran un verdadero lexicón. Lexicón que, de hecho, empieza por la letra "A": la primera letra del alfabeto se usa en Yucatán como adverbio, para indicar una contingencia, como en A te lo pago, queriendo decir después te lo pago, o como en A lo leo, queriendo decir luego lo leo o, en otro caso, A se lo digo al jefe, queriendo decir, te voy a acusar con el jefe. ¡La A pues, en Yucatán, es promesa y es amenaza!. Y el otro ejemplo típico atribuido, con razón, a los yucatecos, "lo busco, lo busco y no lo busco", cuya lógica se basa en el hecho de que el verbo "buscar", para los yucatecos, quiere decir también encontrar. De manera que sólo se busca lo que se busca. "¿Lo buscaste ha?" preguntaría el yucateco parlante para saber si se ha encontrado algo. Esto y mucho más, sorpresa real y deleite, para el oído foráneo, se escucha y repite cotidianamente en la vida normal de la sociedad yucateca.
El español del yucateco se caracteriza pues por un acento suave dotado de una cadencia y un ritmo reconocibles y singulares, cuya entonación entrepujada debido a la glotización, es peculiar y única en el contexto nacional mexicano. Esas características sumadas a una multitud de palabras importadas de la maya y en algunos casos "españolizadas", han permeado las formas españolas y las han dotado de característica definitoria.

## El hablar en el resto de la península de Yucatán
Curiosamente, el hablar de las dos entidades federativas mexicanas vecinas, Quintana Roo y Campeche, que otrora formaron parte, con Yucatán, de la misma unidad político-administrativa, es  diferente. En efecto, aunque hay algunas similitudes de carácter regional, por diversas razones e influencias el resultado es que dentro de la península de Yucatán, se hablan tres modalidades distintas del español.
En el caso de Quintana Roo, se trata de un estado joven que fue separado de Yucatán en 1902, creándose primero el Territorio de Quintana Roo y mucho después, hasta la segunda mitad del siglo XX, el  Estado libre y soberano de Quintana Roo. Esta entidad ha experimentado muy recientemente —a partir de 1975— un muy dinámico desarrollo social y económico, producto primordialmente del impulso que se ha dado a la actividad turística en esta zona del Caribe mexicano. Esto ha significado también la transformación de su composición demográfica ya que su población es mayoritariamente de inmigrantes de todas partes de México y del extranjero. La resultante cultural reflejada en la lengua, es una forma de hablar distinta y con mucha menor influencia maya.
Campeche por su lado, que dejó de formar parte de Yucatán a mediados del siglo XIX, en 1862, tiene un componente diferente. En primer lugar, los grupos mayas que habitan y habitaron la costa sur de la península son diferentes de los que poblaron la porción norte, donde hoy se ubica el actual Estado de Yucatán, lo cual generó un aporte distinto lingüísticamente hablando. Pero además el estado sureño vivió una mayor influencia de la población de Tabasco y Chiapas que también marcaron su forma de hablar. El uso, por ejemplo de vocablos mayas, en la zona de Campeche, es mucho menor y también de menor arraigo de lo que se da en Yucatán, estado que permaneció más aislado y por tanto menos sujeto a influencias idiomáticas ajenas a la cultura propiamente maya.
- Buscar: Esta palabra es usada mediante su contexto, por lo que también puede significar "encontrar".
- Capirote: cofre (del motor), capacete.
- Chapear: desmalezar, desyerbar, despejar de maleza.
- Chechón: llorón, sensible.
- Chel: güero, rubio.
- Chipi: liga para el pelo.
- Chuchuluco: chichón en la cabeza (en otras partes de México chuchuluco es un cachivache, un objeto de poca importancia).
- Colís: pelón, rapado.
- Cuxum: moho,(p,ej. el pan tiene cuxum, la ropa tiene cuxum)
- Escarpa: banqueta, acera.
- Escampado: que no hay edificios alrededor, puro monte. Despejado.
- ¡Fo!: expresión ante algo muy desagradable y/o de mal olor.
- Guiador: conductor (del carro).
- Huach: persona foránea (comúnmente empleado a personas de la capital del país)
- Majado: magullado, raspado, mordido, machucado.
- Mayocol: capataz de las fincas henequeneras.
- Negociar: arreglar, manipular.
- Negociante: cualquier objeto (Pásame ese negociante)
- Miriñaque: mosquitero.
- Moloch: hacer montón o cerrito. Hacer bolita.
- Monte: selva. (En otras partes de México es sinónimo de cerro)
- Ni modos: ni modo.
- Panorámico: parabrisas (del carro).
- Papagayo: papalote (porque se hace de colores).
- Pichón: apelativo de pene (en el norte de México es apelativo de alguien inexperto).
- Pita: saco o costal, bolsa grande que se hace con soskil, que es la fibra del henequén
- Pirix: fundillo, asterisco, ano (o también pompis, culo).
- Poch: ansioso, deseoso, alucinado con algo.
- Quitarse: retirase. Irse.
- Revocar: enjarrado, encalado, acabado o revestimiento exterior de una pared.
- Sho: cállate.
- Tauch: zapote negro (en maya literalmente ‘excremento de mono’)
- Tajador: sacapuntas (para un lápiz).
- Tirahule: resortera.
- Tocar: relación de parentesco (¿de qué te toca?: ‘¿es tu pariente?’)
- Todavía: aún no, por ej., ¿Ya terminaste?... todavía.
- ¡Uay!: ¡Ay! (Tiene su origen en el vocablo maya que significa ‘brujo’).
- ¡Vaya biem!: ¡Que le vaya bien!.
- Huiro: naco, persona del populacho, corriente (despectivo maya yucateco).
- Xtup: el menor de la familia. El benjamín.
- Sochear: fisgonear, acechar, curiosear.
- Está zatz: cuando un alimento crujiente queda suave por la humedad. (esa galleta está satz)

Palabras mayas de uso común:
- ¡Ay chuch!: expresión de ternura, (Al abrazar a un nené)
- Bobox: rabadilla.
- Beyualé: si tú lo dices (irónicamente)
- Chichí: abuelita.
- Chokó: caliente.
- Chihuó: tarántula.
- Ch'otnak: retortijón.
- Chuchú: seno, chichi, busto.
- Chuchul: arrugado (dícese de los ancianos).
- Dzipirís: apelativo para referirse a alguna persona de la cual no se quiere saber su nombre, sin hacerle ofensa (¿Mr. Dzipiris, otra vez por Yokdzonot?: expresión acuñada por Cholo, conocido actor cómico del teatro vernáculo yucateco).
- Dziritz: pequeño.
- Dzapal: conjunto, altero, fajo de algo.
- Hacer chop: picar con el dedo.
- Házme loch: abrázame.
- Házme cuch: cárgame de caballito (sobre la espalda).
- Hach: solamente (p.ej. hach panista: muy panista).
- It: culo.
- La hach: la última.
- He-lé: está bueno, ahí veré.
- Joroch: un tipo de tamal.
- Kiritz: cuello sucio de una camisa (traes la camisa kiritsosa).
- Kisín: chamuco, diablito.
- Kuxum: moho.
- Lek: recipiente hecho de una planta (como la jícara y el bule), se usa para mantener calientes las tortillas.
- ¡Le-waxók!: ¡Laza al toro!, ¡Éntrale!
- Má: No.
- Macachí: cállate
- Mulix: (pelo) rizado.
- Nojoch: grande.
- Peek': perro.
- Peel: vagina
- Pelafustán: bandido, desgraciado, animal.
- Pelaná: ojete (literalmente en maya significa: la vagina de tu mamá [peel a na']; utilizada como insulto).
- Pelo k'i'ix pool: pelo parado, erizado (como de puercoespín).
- Puch: aplastar, reventar.
- Purux: gordote, panzón excesivo.
- Perech: apenitas, ajustado.
- Puch: aplastar. Aplastado
- Xuun: querida, amante.
- Tirixtá: diarrea.
- Tolok: iguano.
- Tombolóch: otro tipo de tamal con forma de bolita.
- Tuch: ombligo.
- Turix: libélula (y así se apoda a los llamados Arturo).
- Wixar: hacer pipí. Orinar.
- ¿Tu'ux ya'anech?: ¿Y tú dónde estás?
- Xayak: lastimadura en la comisura de los labios.
- Xek: revoltijo.
- Xet: labio leporino.
- Xic: axila.
- Xix: residuo, poquito  (p ej. Me dejaste el xix).
- X'lá: mentecato, canijo.
- Xoy: perrilla en el ojo.
- Xnipec: cierta salsa picante de chile habanero (xnipec es el maya para ‘hocico de perro’)
- Ponte Xux: ponte abusado (viene del maya xux: ‘avispa’, ponte avispa).

Nota: los yucatecos pronuncian en general la letra "x" con el sonido consonántico fricativo posalveolar sordo /ʃ/.(en forma de "SH")